# 嘉悦康人
嘉悦 康人（かえつ やすと、1917年（大正6年）2月21日 - 2009年（平成21年）3月27日）は日本の教育者。元学校法人嘉悦学園学園長・理事長。

## 略歴
1917年（大正6年）2月、東京に生まれる。1943年（昭和18年）に嘉悦学園秘書課長、1946年（昭和21年）に同学園総務部長、1950年（昭和25年）に財団法人嘉悦学園理事長、1951年（昭和26年）に学校法人嘉悦学園理事長に就任する。1953年（昭和28年）に法政大学経済学部経済学科を卒業する。1966年（昭和41年）に日本女子経済短期大学（のち嘉悦大学短期大学部）学長、1972年（昭和47年）に嘉悦女子高校校長及び嘉悦女子中学校校長に就任する。また、日本私立短期大学協会常任理事を務める。
1963年（昭和38年）に紺綬褒章受章、1977年（昭和52年）に東京都学校教育功労者表彰、1990年（平成2年）に文部大臣教育者表彰、1992年（平成4年）に勲三等瑞宝章受章。
2009年3月27日、肺炎のため死去。

## 著書
- 『嘉悦孝傳』（好江書房、1949）
- 『政治学の基礎的課題-日本人のための政治』（高文堂出版社、1969）
- 『日本政治の現代的課題-日本人のための政治論』（高文堂出版社、1970）
- 『嘉悦孝子伝-明治・大正・昭和三代を生きた女流教育家』（浪曼、1973）
- 『美食のよろめき-佳肴をもとめて東へ西へ』（グラフ社、1991）
- 『ひとすじに実学教育―子孫繁栄を願って』（善本社、2001）

## 参考
- 『現代物故者事典2009～2011』（日外アソシエーツ、2012）
- 『ひとすじに実学教育―子孫繁栄を願って』
- 四国新聞 - 嘉悦康人氏死去／学校法人嘉悦学園学園長